# Армстронг, Крис
Кристофер Питер Армстронг (англ. Christopher Peter Armstrong; 19 июня 1971, Ньюкасл-апон-Тайн, Англия) — английский футболист, выступавший на позиции нападающего.

## Биография
Кристофер родился в семье ирландского отца и нигерийской матери. Начал свою карьеру в любительских уэльских клубах, после чего в марте 1989 года на правах свободного агента перешёл в «Рексем», выступающий в четвёртом английском дивизионе. В общей сложности провёл за команду 60 матчей, в которой забил 13 голов, после чего в августе 1991 года за 50 тысяч фунтов перешёл в «Миллуолл». Проведя один год в клубе, стал игроком «Кристал Пэлас». В первом сезоне Премьер-лиги с 23 мячами стал лучшим бомбардиром клуба.
В марте 1995 года стал первым игроком АПЛ, провалившим тест на наркотики (конопля). После прохождения месячного курса реабилитации вернулся в состав клуба. За весь сезон футболист забил 18 голов, что однако не помогло клубу сохранить прописку в высшем дивизионе Англии.
Игроком интересовался победитель Кубка Англии 1995 года «Эвертон» и «Тоттенхэм Хотспур», и выбор футболиста пал на второй клуб. Сумма трансфера составила 4,5 миллиона фунтов. На тот момент этот трансфер стал самым дорогим в истории «Кристал Пэлас» (в 2006 году его рекорд побил Эндрю Джонсон, сумма за переход которого составила 8,6 миллионов фунтов). Несмотря на частые голы в исполнении Криса, он не смог закрепиться в составе и играть на постоянной основе. В соперниках у него были Гари Линекер и Тедди Шерингем.
21 марта 1999 года с «Тоттенхэмом» стал обладателем Кубка лиги, в котором его команда переиграла «Лестер» со счётом 1:0. Спустя пару дней получил вызов во вторую сборную Англии, за которую провёл матч против Польши.
В начале сезона 200/03 подписал соглашение с «Болтон Уондерерс». Провёл единственный матч за клуб 2 октября 2002 года в игре второго раунда Кубка лиги с «Бери», завершившемся поражением с минимальным счётом. По истечении сезона закончился контракт игрока, и он вернулся на родину, где в 2005 году завершил карьеру игрока.

## Достижения
«Тоттенхэм Хотспур»
- Обладатель Кубка лиги: 1999